# Garci Sánchez de Badajoz
Garci Sánchez de Badajoz (Écija, 1460 — 1526) foi um poeta espanhol da chamada lírica cancioneril ("lírica de cancioneiro") e da escola alegórico-dantesca.
A sua família era da baixa nobreza estremenha de Badajoz, mas no século XV estabeleceu-se em Écija. O “Cancionero General” de 1511 inclui um grande número de composições de Garci Sánchez, e outras aparecem em obras soltas e no “Cancionero de romances”. Segundo a “República del mundo”, de Frei Jerónimo Román, era um eminente músico, que tocava vihuela, a quem uma grande paixão amorosa levou a perder o juízo.
Escreveu “Liçiones de Job apropiadas a las pasiones de amor” é uma paródia do famoso livro bíblico muito perseguida pela Inquisição, que as mandou expurgar para que pudessem ser publicadas no “Cancionero General”. Em “El sueño” figura o seu próprio enterro. “El infierno del amor” é um poema alegórico, ao estilo de Dante, composto por fragmentos de canções eróticas de poetas já falecidos que o autor supõe perpetuamente penando. O romance “Caminando por mis males” possui um sentimentalismo subjetivo e doentio que se adianta admiravelmente ao seu tempo, com caraterísticas próprias do romantismo. As “Lamentaciones de amores” foram muito elogiadas por Fernando de Herrera. Além destas obras, foi autor de numerosas canções, vilancetes, dezires, etc.
O estilo das suas coplas foi muito elogiado por Juan de Valdés no seu “Diálogo de la lengua” e Lope de Vega dizia no prólogo do seu “Isidro”: «que coisa iguala uma redondilha de Garci Sánchez?».

## Principais obras
- Liçiones de Job apropiadas a las pasiones de amor
- Lamentaciones de amores
- Caminando por mis males
- Claro escuro
- El infierno del amor
- El sueño
- Ymagen de hermosura